# Anodendron tubulosum
Anodendron tubulosum là một loài thực vật có hoa trong họ La bố ma. Loài này được (Ridl. ex Burkill & M.R.Hend.) Mabb. mô tả khoa học đầu tiên năm 1994.